# Guatemala i olympiska sommarspelen 1996
Guatemala deltog i de olympiska sommarspelen 1996 med en trupp bestående av 26 deltagare, men ingen av landets deltagare erövrade någon medalj.

## Badminton
Herrsingel
- Kenneth Erichsen

## Brottning
Lätt flugvikt, fristil
- Mynor Ramírez

## Cykling

### Landsvägscykling
Herrarnas linjelopp
- Anton Villatoro
- Omar Ochoa
- Márlon Paniagua
- Felipe López
- Edvin Santos

Herrarnas tempolopp
- Anton Villatoro
  - Final — 1:10:34 (→ 25:a plats)

### Bancykling
Herrarnas poänglopp
- Sergio Godoy
  - Final — 0 poäng (→ 20:a plats)

## Friidrott
Herrarnas maraton
- Luis Martínez — 2:29.55 (→ 82:a plats)

Herrarnas 20 kilometer gång
- Luis Fernando García
- Julio René Martínez
- Roberto Oscal

Herrarnas 50 kilometer gång
- Julio César Urías — 3:56:27 (→ 17:e plats)

- Hugo López — DSQ (→ ingen placering)

## Fäktning
Damernas florett
- Carmen Rodríguez

## Judo
Herrarnas lättvikt (-71 kg)
- Juan González

Herrarnas mellanvikt (-86 kg)
- Rodolfo Cano

## Kanotsport
Slalom
Herrarnas K-1 slalom
- Benjamin Kvanli

## Segling
Herrarnas mistral
- Cristian Ruata